# Mariano Acha
Mariano Acha (Buenos Aires, Argentina, 1801 — 1841) foi um militar argentino. Rebelando-se contra a ditadura de Rosas, venceu, na Batalha de Punta del Monte, o general Benavides 1841, o qual, nesse mesmo ano, o fez prisioneiro. Morreu decapitado por ordem do general Pacheco.